# Троицкая церковь (Русские Краи)
Троицкая церковь — приходской храм Южного благочиния Яранской епархии Русской православной церкви в селе Русские Краи Кикнурского района Кировской области.
Объект культурного наследия России, памятник архитектуры.

## История
Приход открыт в 1847 году по указу Святейшего Синода от 29 октября 1846 года. Приход выделился из деревень приходов Ошминского, Улеша и Шаранги. При открытии села в старинной марийской деревне Краях построена деревянная церковь во имя Святой Троицы, которая была освящена 6 ноября 1848 года. Эта деревянная церковь в начале XX века считалась приписной (с 28 сентября 1867 года). 18 августа 1863 года с благословения вятского епископа Агафангела заложен каменный храм, который окончательно построен в 1882 году.

## Архитектура
В храме пять престолов: в холодном – средний во имя Святой Троицы, освящён 14 июля 1889 года, левый в честь Воздвижения Честного Креста Господня, освящён 17 октября 1889 года, правый в честь Святого Иоанна Предтечи, освящён 13 июля 1890 года, в тёплом – правый в честь Михаила Архангела, освящён 7 ноября 1867 года, и левый в честь иконы Божией Матери «Утоли моя печали», освящён 24 января 1872 года.

## Архитектурный ансамбль
В состав охранного архитектурного комплекса входят: здание церкви, ограда с воротами, юго-западная башня ограды, северо-западная башня ограды и ледник. Каждому объекту присвоен собственный номер.